# Hiji
Hiji (jap. 日出町 Hiji-machi) – miasto w Japonii, na wyspie Kiusiu, w prefekturze Ōita. Według danych na rok 2020 miejscowość zamieszkiwało 27 723 mieszkańców , a gęstość zaludnienia wyniosła 378,1 os./km².